# Chris Barnes
Chris Barnes (Buffalo, 29 dicembre 1967) è un cantante e produttore discografico statunitense.
È conosciuto per aver fatto parte della band death metal Cannibal Corpse e per la sua attuale partecipazione come frontman nella band death metal Six Feet Under.

## Gli inizi
Barnes inizia la sua carriera come voce solista a 19 anni, nella death/thrash band Tirant Sin, con i quali pubblica 3 demo autopubblicati. Contemporaneamente collabora ad un progetto parallelo, i Leviathan, con i quali realizza un demo di quattro tracce, in seguito pubblicato con i Six Feet Under.

## I Cannibal Corpse (1988-1995)
Nel 1988 Barnes entra nei Cannibal Corpse come vocalist. Alex Webster dice di lui che "solitamente scriveva i testi ma lasciava a noi (il resto della band) i titoli".  Barnes in quel periodo apprezza personalmente tutti i lavori della band, come ammetterà in un'intervista, ma dopo una carriera di successo, segnata da lavori come Eaten Back to Life,  Butchered at Birth, Tomb of the Mutilated e The Bleeding, lascia i Corpse, nel 1995, a causa di divergenze con il resto del gruppo, per dedicarsi al progetto parallelo Six Feet Under, iniziato già dal 1992.

## Six Feet Under (1995-oggi)
Dopo l'uscita dai Cannibal Corpse, Barnes ed i Six Feet Under sfornano 7 album in studio, dei quali 13 è accompagnato nello stesso anno (2005) dalla raccolta A Decade in the Grave, che contiene, oltre ai successi degli stessi "SFU", anche il demo registrato anni prima con i Leviathan. In questo periodo si unisce alla death metal band Torture Killer, con cui registra l'album Swarm!. Nel novembre del 2008 gli SFU hanno pubblicato un nuovo album con Barnes alla voce, trattasi di Death Rituals.

## Attività nel sociale
Dopo l'uscita dai Cannibal Corpse, Barnes inizia una lotta a favore della legalizzazione della marijuana, e diventa così una delle voci più famose a sostegno dell'Organizzazione Nazionale Per La Riforma Delle Leggi Sulla Marijuana.

## Stile di canto
Lo stile di canto di Barnes consiste in growl molto basso e caratterizzato da un'elevata estensione sonora, che molti detrattori attribuiscono all'abuso di marijuana. Paradossalmente nessuno dei suoi cantanti preferiti ha mai utilizzato growl nei suoi lavori; fra questi troviamo Brian Johnson, Gene Simmons, David Lee Roth, Jim Morrison, Ian Gillan, Rob Halford e Paul Di'Anno, cantante rispettivamente di AC/DC, Kiss, Van Halen, The Doors, Deep Purple, Judas Priest e Iron Maiden.

## Discografia

### Con i Cannibal Corpse
Studio
- 1990 - Eaten Back to Life
- 1991 - Butchered at Birth
- 1992 - Tomb of the Mutilated
- 1994 - The Bleeding

EP
- 1993 - Hammer Smashed Face

Demo
- 1995 - Created to Kill

### Con i Six Feet Under
Studio
- 1995 - Haunted
- 1997 - Warpath
- 1999 - Maximum Violence
- 2001 - True Carnage
- 2003 - Bringer of Blood
- 2005 - 13
- 2007 - Commandment
- 2008 - Death Rituals
- 2011 - Wake the Night
- 2012 - Undead
- 2013 - Unborn
- 2015 - Crypt of the Devil
- 2017 - Torment
- 2020 - Nightmares of the Decomposed

Cover Album
- 2000 - Graveyard Classics
- 2004 - Graveyard Classics II
- 2010 - Graveyard Classics III
- 2016 - Graveyard Classics IV: The Number of the Priest

EP
- 1996 - Alive and Dead

Raccolte
- 2002 - Double Dead
- 2005 - A Decade in the Grave
- 2016 - The Best of Six Feet Under

### Con i Torture Killer
Studio
- 2006 - Swarm!